# هكلينغن
هكلينغن (بالألمانية: Hecklingen) هي بلدة ألمانية تقع في ألمانيا في ساكسونيا أنهالت.  يقدر عدد سكانها بـ 7,947 نسمة .

## المدن التوأمة
مدينة Nisko هي مدينة توأمة لـهكلينغن.